# Plantago serraria
Plantago serraria är en grobladsväxtart som beskrevs av Carl von Linné. Plantago serraria ingår i släktet kämpar, och familjen grobladsväxter. Inga underarter finns listade i Catalogue of Life.

## Bildgalleri

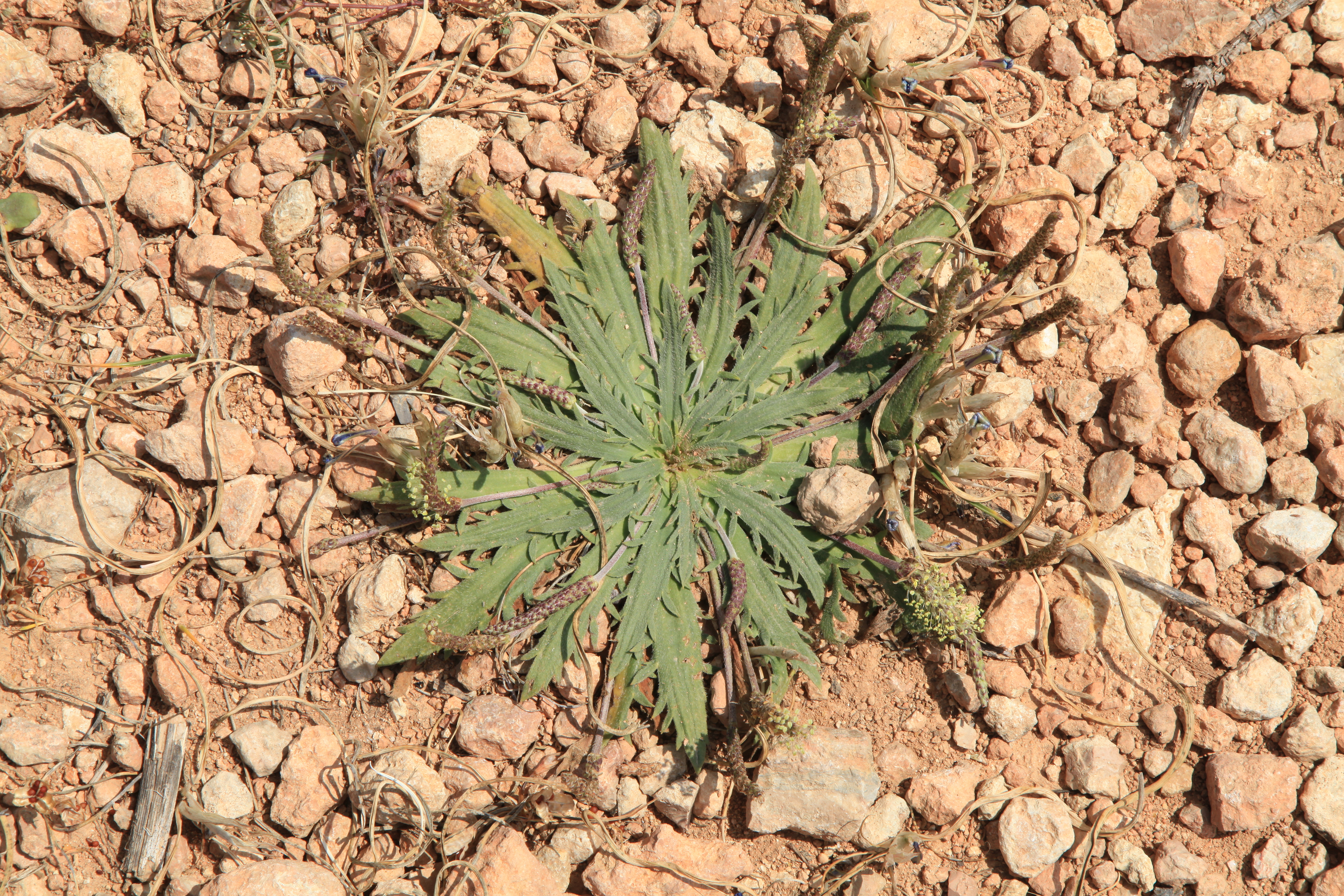
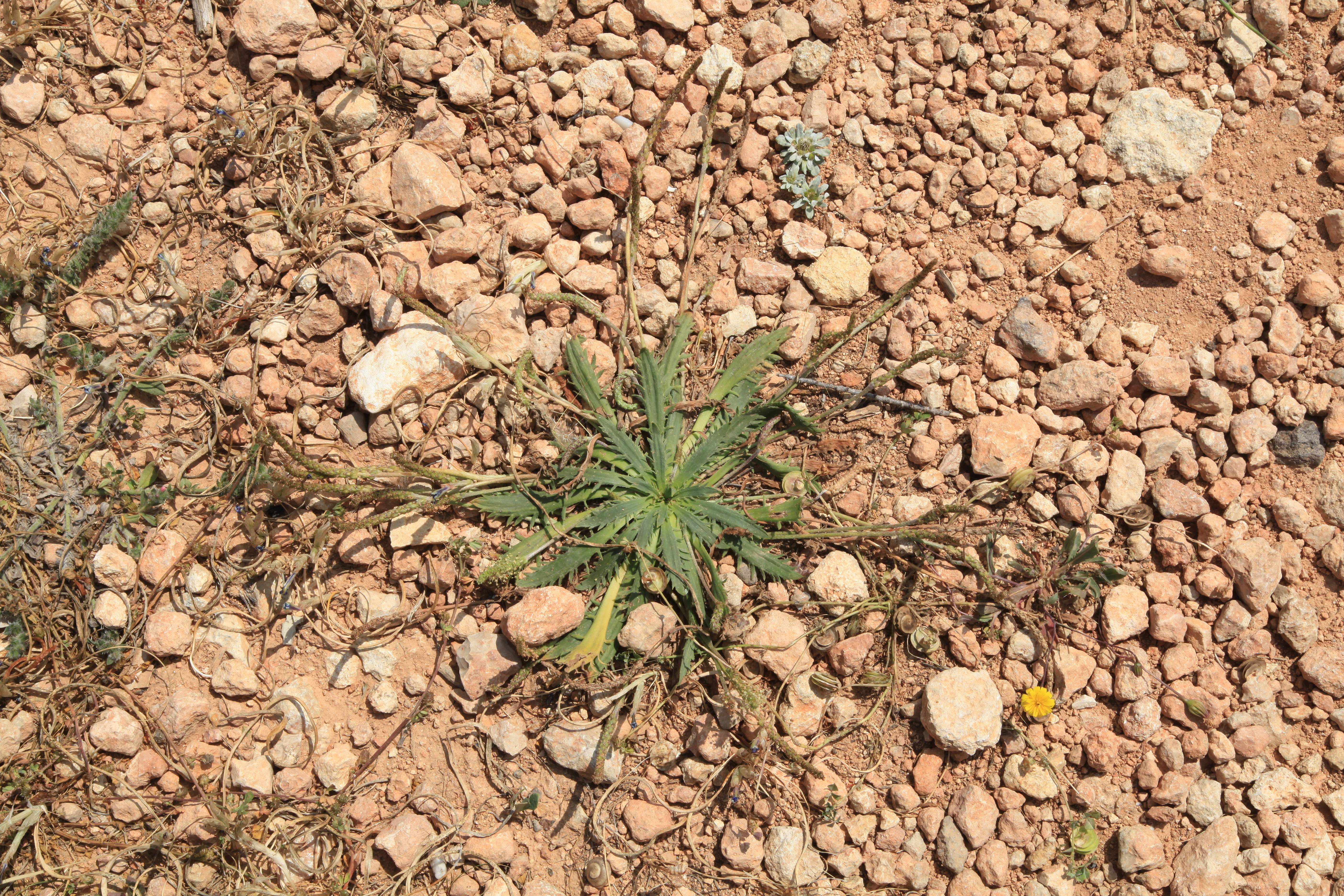
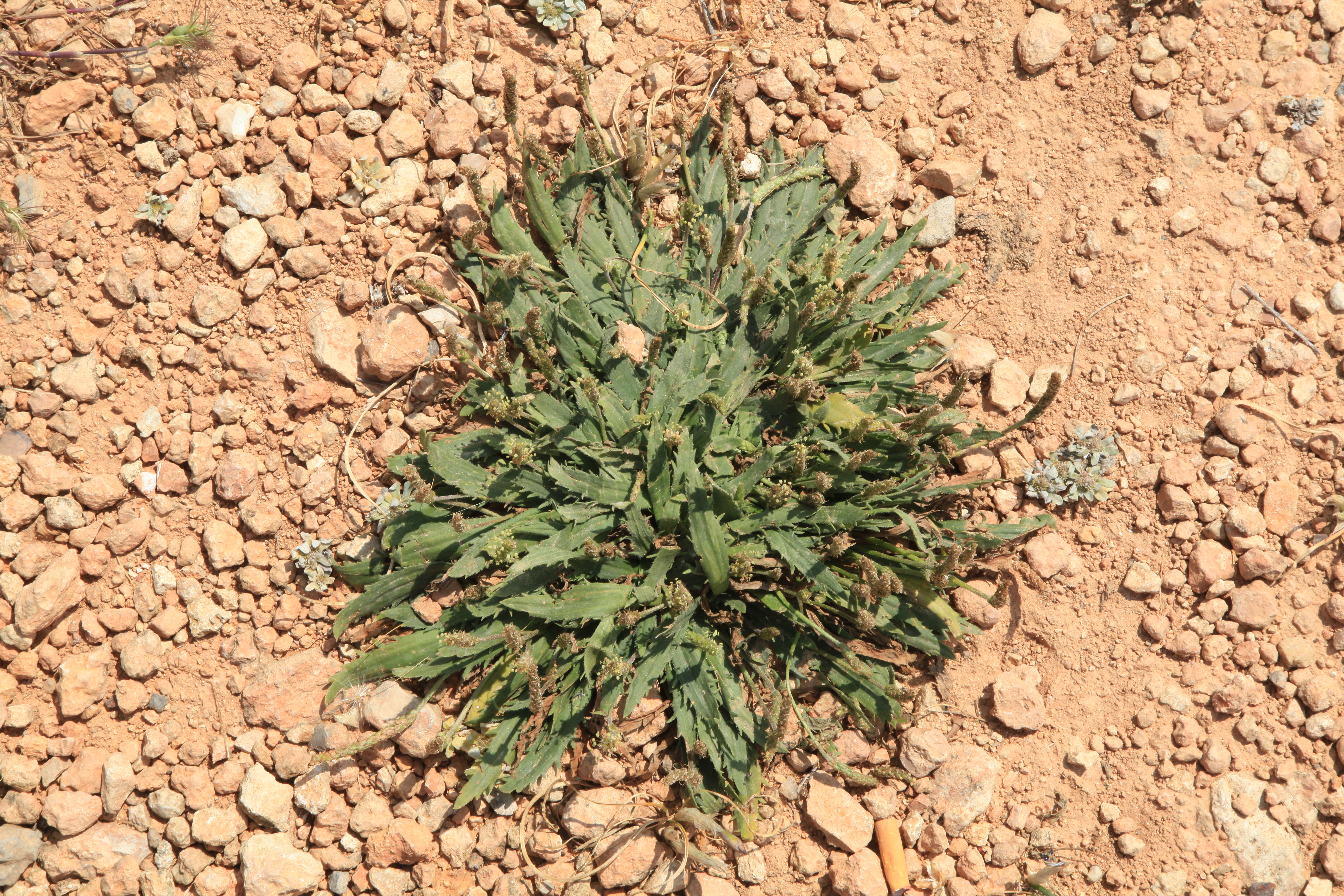
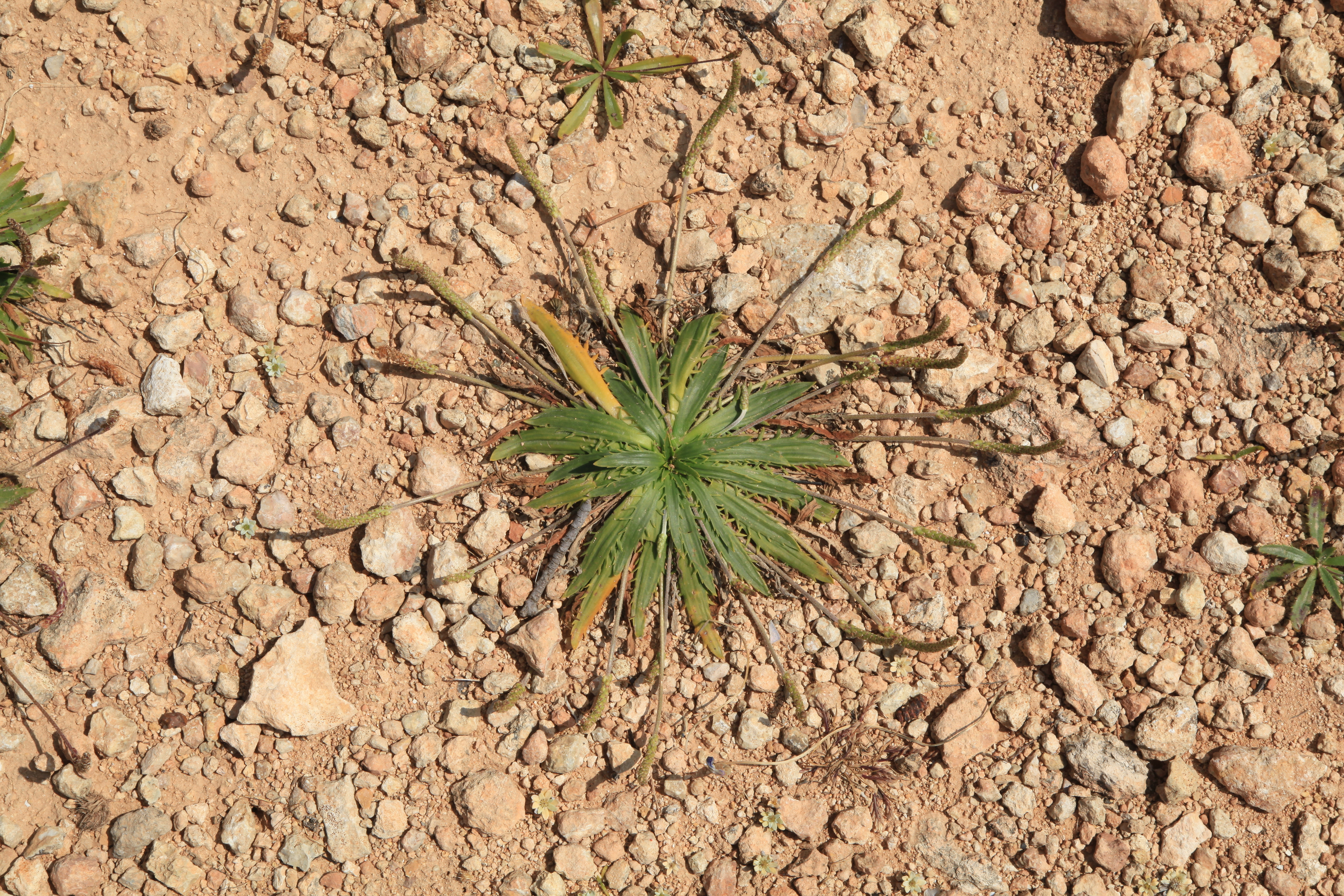
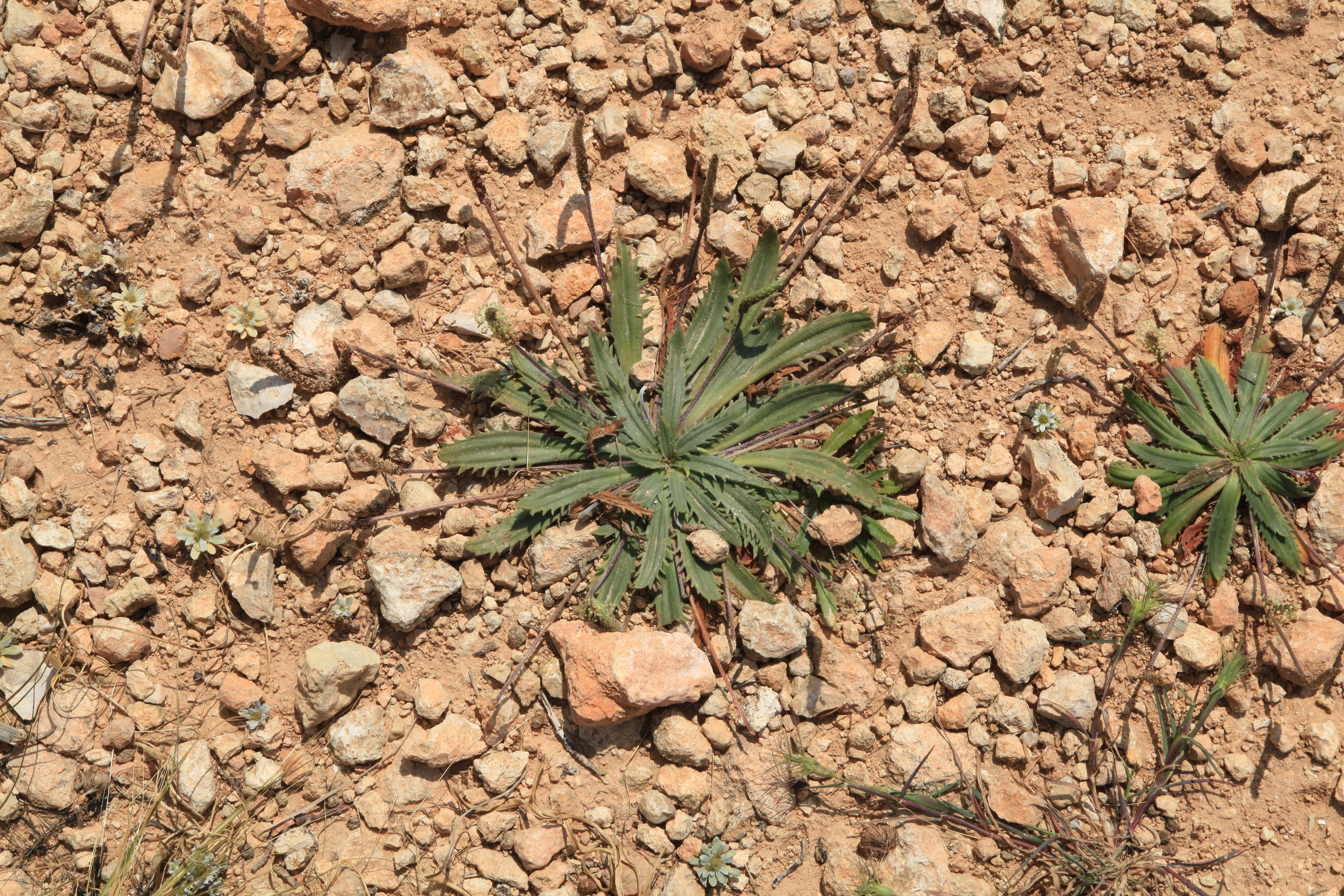
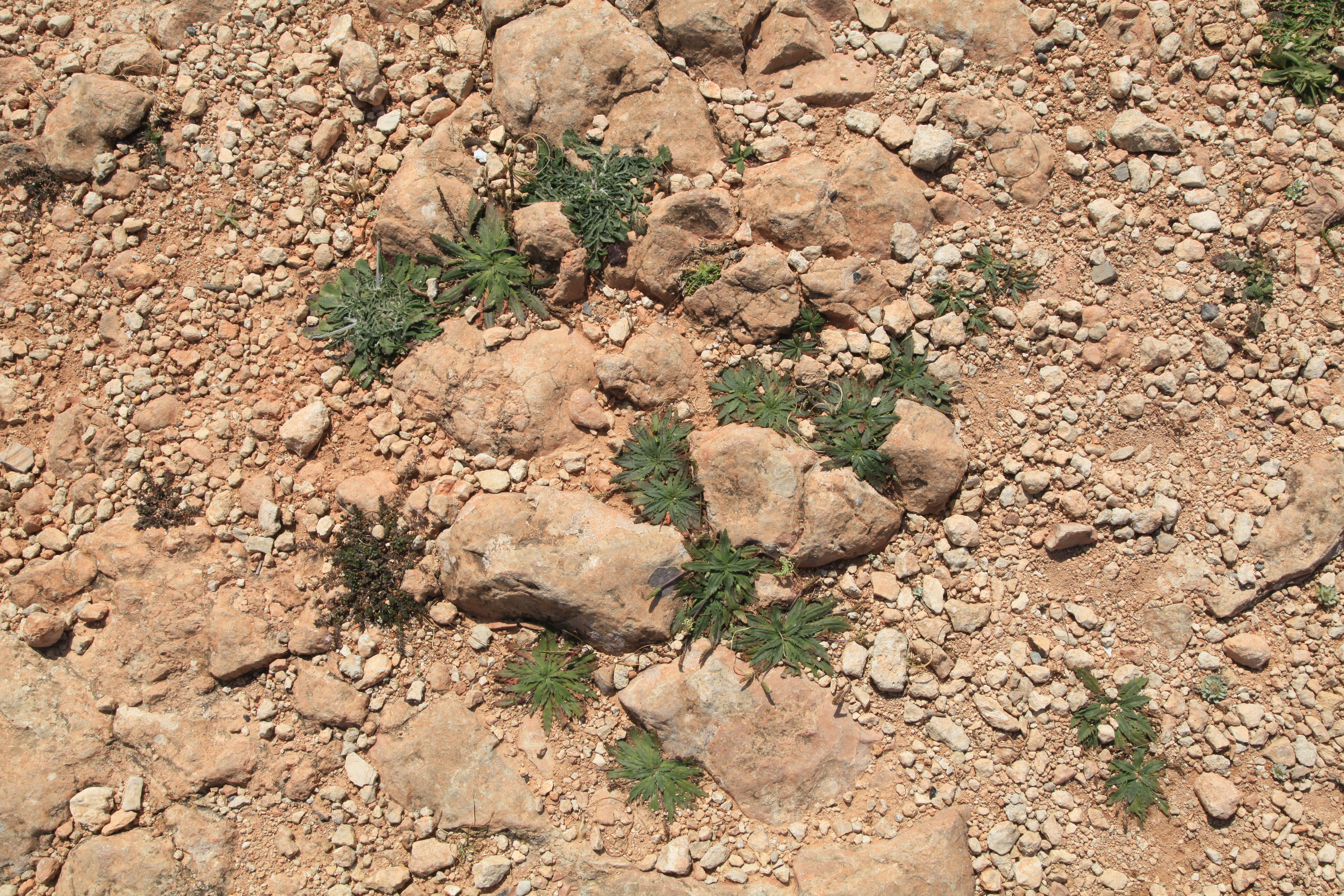